# 松平信有
松平 信有（まつだいら のぶあり）は、上野国吉井藩3代藩主。鷹司松平家5代当主。

## 生涯
享保16年（1731年）、和歌山藩主徳川宗直の四男として生まれる。
宝暦10年（1760年）4月24日、養父松平信友の死去により、その養嗣子として跡を継いだ。同年7月18日、従四位下・侍従・民部大輔に叙任する。
明和8年（1771年）12月4日、養嗣子の信明（信友の実子）に家督を譲って隠居した。寛政5年（1793年）6月19日、死去。享年63。

## 系譜
父母
- 徳川宗直（実父）
- 入江氏 - 側室（実母）
- 松平信友（養父）

正室
- 松平長孝の娘

子女
- 松平信成（次男）
- 松平房矩
- 松平房堅
- 松平辰五郎
- 松平繁次

養子
- 松平信明 - 松平信友の次男